# Mułłanur Wachitow (wieś)
Mułłanur Wachitow (ros. Мулланур Вахитов) – wieś (dieriewnia) w Rosji, w Tatarstanie, w rejonie buińskim. W 2010 liczyła 235 mieszkańców.